# Robert Lane
Robert George "Bobby" Lane (Galt, Ontario, 16 de gener de 1882 - Winnipeg, Manitoba, 17 de novembre de 1940) va ser un futbolista canadenc que va competir a principis del segle xx. El 1904 va prendre part en els Jocs Olímpics de Saint Louis, on guanyà la medalla d'or en la competició de futbol com a membre del Galt F.C., que representava el Canadà. Amb el Galt FC també guanyà tres edicions de l'Ontario Cup, el 1901, 1902 i 1903.